# André Broc
André Broc (4 décembre 1909 à Arras - 5 janvier 1997 à Bueil) est un fonctionnaire et juriste français. Il est connu par des travaux de recherches montrant son implication dans la définition juridique de la « qualité de Juif » et par son rôle dans la mise en place de certains outils policiers essentiels à la persécution des juifs par le régime de Vichy.   

## Biographie

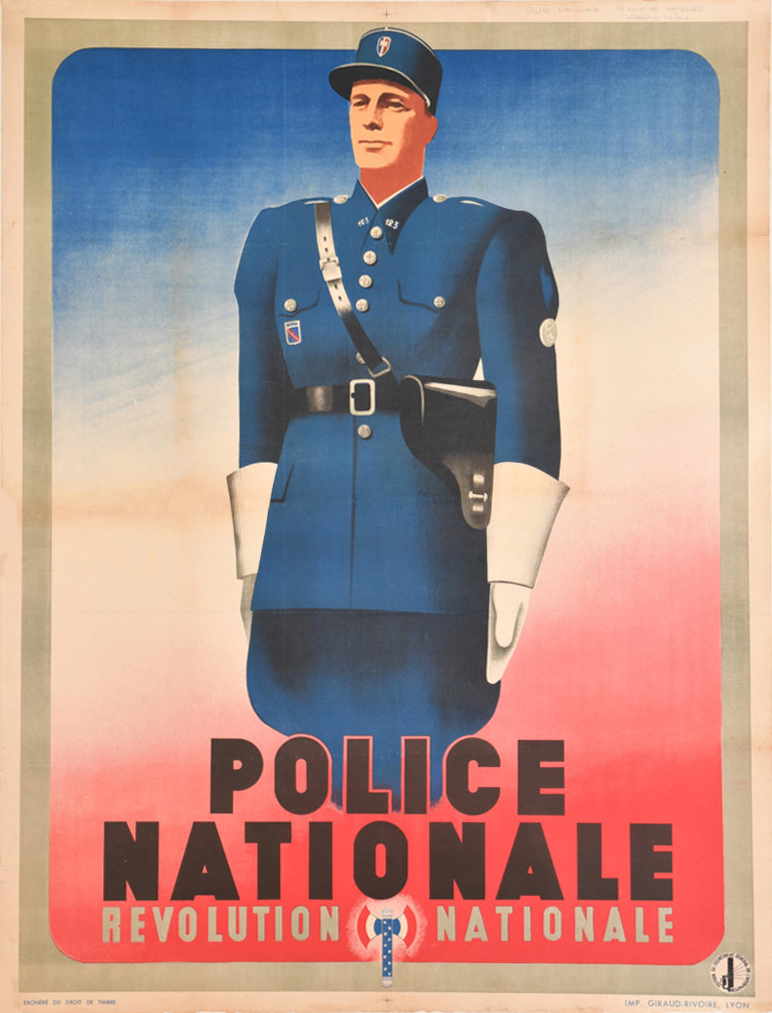
Affiche de propagande pour le recrutement dans la police du régime de Vichy

André Broc, né à Arras en 1909, est élève de Sciences Po Paris en 1933. Pendant la seconde Guerre mondiale, il travaille au sein de la sous-direction des Affaires juives de la Préfecture de police de Paris. André Broc est un ami très proche de Georges Montandon. Le 15 décembre 1942, André Broc soutient une thèse de droit : La qualification juive, à la faculté de droit de Paris. Son jury de thèse était composé de trois professeurs de droit réputés : deux professeurs de droit administratif, Achille Mestre (directeur de thèse) et Pierre Lampué qui était spécialiste également de droit colonial ainsi qu'un professeur de droit international public, Georges Scelle. La thèse de Broc a eu la meilleure mention et a été publiée par les Presses universitaires de France sous le premier titre : La qualification juive, et une deuxième fois en 1943 sous le titre : La qualité de juif. Une notion juridique nouvelle. 
Pour Danièle Lochak, cette thèse, prétendument basée sur une démarche scientifique et des références historiques et sociologiques, se révèle surtout un outil pragmatique de présomption d'identification raciale.
À la Libération, devant la commission d'épuration, Broc nie qu'il y ait de l'antisémitisme dans sa thèse et prétend avoir rendu des services . Il reste à la Préfecture de police comme responsable des archives aux côtés d'Hélène Tulard, l'épouse d'André Tulard, son ancien directeur. André Broc devient syndicaliste au sein de la Préfecture[réf. nécessaire].
Lorsque André Broc est décoré de la Légion d'honneur en 1958 en présence du général Charles de Gaulle, alors chef du gouvernement, Eugène Saint-Bastien, un élu communiste proteste avec virulence au cours d'une audience du Conseil de Paris, un exemplaire du livre d'André Broc sur la « qualité de Juif » à la main.